# Nerillidium macropharyngeum
Nerillidium macropharyngeum är en ringmaskart som beskrevs av V. Jouin 1970. Nerillidium macropharyngeum ingår i släktet Nerillidium och familjen Nerillidae. Inga underarter finns listade i Catalogue of Life.